# Behind the Scenes (gruppo musicale)
I Behind the Scenes sono un gruppo synth pop tedesco formatosi nel 1993.

## Formazione
- Mel Rode - voce
- Scholli - chitarra
- Fred B. - basso

## Discografia

### Album
- 1998 - Fragment
- 2000 - Homeless
- 2006 - Pure

### Raccolte
- 2008 - Fragment(ed)